# Cabot's Landing Provincial Park
Cabot's Landing Provincial Park är en park i Kanada.   Den ligger i provinsen Nova Scotia, i den östra delen av landet, 1 200 km öster om huvudstaden Ottawa. Cabot's Landing Provincial Park ligger 10 meter över havet. Den ligger på ön Kap Bretonön.
Terrängen runt Cabot's Landing Provincial Park är huvudsakligen kuperad, men åt sydost är den platt. Havet är nära Cabot's Landing Provincial Park åt sydost. Trakten runt Cabot's Landing Provincial Park är nära nog obefolkad, med mindre än två invånare per kvadratkilometer.. 
I omgivningarna runt Cabot's Landing Provincial Park växer i huvudsak blandskog.